# Kontorfællesskab
 Der er for få eller ingen kildehenvisninger i denne artikel, hvilket er et problem. Du kan hjælpe ved at angive troværdige kilder til de påstande, som fremføres i artiklen.

Et kontorfællesskab anses i mange tilfælde som det samme som et kontorhotel. I nogle tilfælde bruges begrebet kontorfællesskab også i tilfælde hvor flere virksomheder går sammen i et fællesskab og deler et kontorlejemål. Kontorfælleskaber er oftest brugt af mindre virksomheder, der ikke har behov for eller resurser til at leje et helt kontorlokale eller kontorejendom. I et kontorfællesskab lejer man et kontor med tilhørende services såsom reception, internet og rengøring, samt adgang til fælles faciliteter såsom mødelokaler og kantine, oftest med alt inkluderet i en fast månedlig pris. Typisk er der tale om en lavere husleje i et kontorfællesskab end ved at leje et helt kontor. Mange vælger en kontorplads grundet muligheden for socialt samvær med andre selvstændige. Kontorfællesskaber tilbyder muligheden for at netværke med andre iværksættere på daglig basis.
Kontorfællesskaber er blevet populære i Danmark som moderne arbejdsmiljøer. Der findes et bredt udvalg af kontorfællesskaber rundt omkring i landet, som tilbyder fleksible arbejdsrum og et livligt fællesskab. Mange iværksættere, freelancere og virksomheder vælger kontorfællesskaber som en måde at netværke, samarbejde og finde inspiration.
København har en rig historie med kontorhoteller, der strækker sig tilbage til begyndelsen af det 20. århundrede. Et af de ældste og mest ikoniske kontorhoteller i byen er Industriens Hus, der blev opført i 1918 som et sted for industrielle og kommercielle virksomheder at drive deres forretning. Siden da er flere kontorhoteller dukket op i København, og de har spillet en vigtig rolle i byens erhvervsliv og udviklingen af innovative arbejdsfællesskaber. I dag er København fortsat et knudepunkt for coworking og kontorfællesskaber, der tiltrækker en bred vifte af fagfolk fra forskellige brancher.